# Circus buffoni
Circus buffoni là một loài chim trong họ Accipitridae.
Nó được tìm thấy ở Argentina, Bolivia, Brazil, Chile, Colombia, Quần đảo Falkland, Guiana thuộc Pháp, Guyana, Paraguay, Peru, Suriname, Trinidad và Tobago, Uruguay và Venezuela.
Môi trường sống tự nhiên của nó là thảo nguyên khô, cận nhiệt đới hoặc nhiệt đới ẩm ướt theo mùa hoặc đồng cỏ ngập nước, đầm lầy và rừng trước đây bị suy thoái nặng nề.

## Hình ảnh

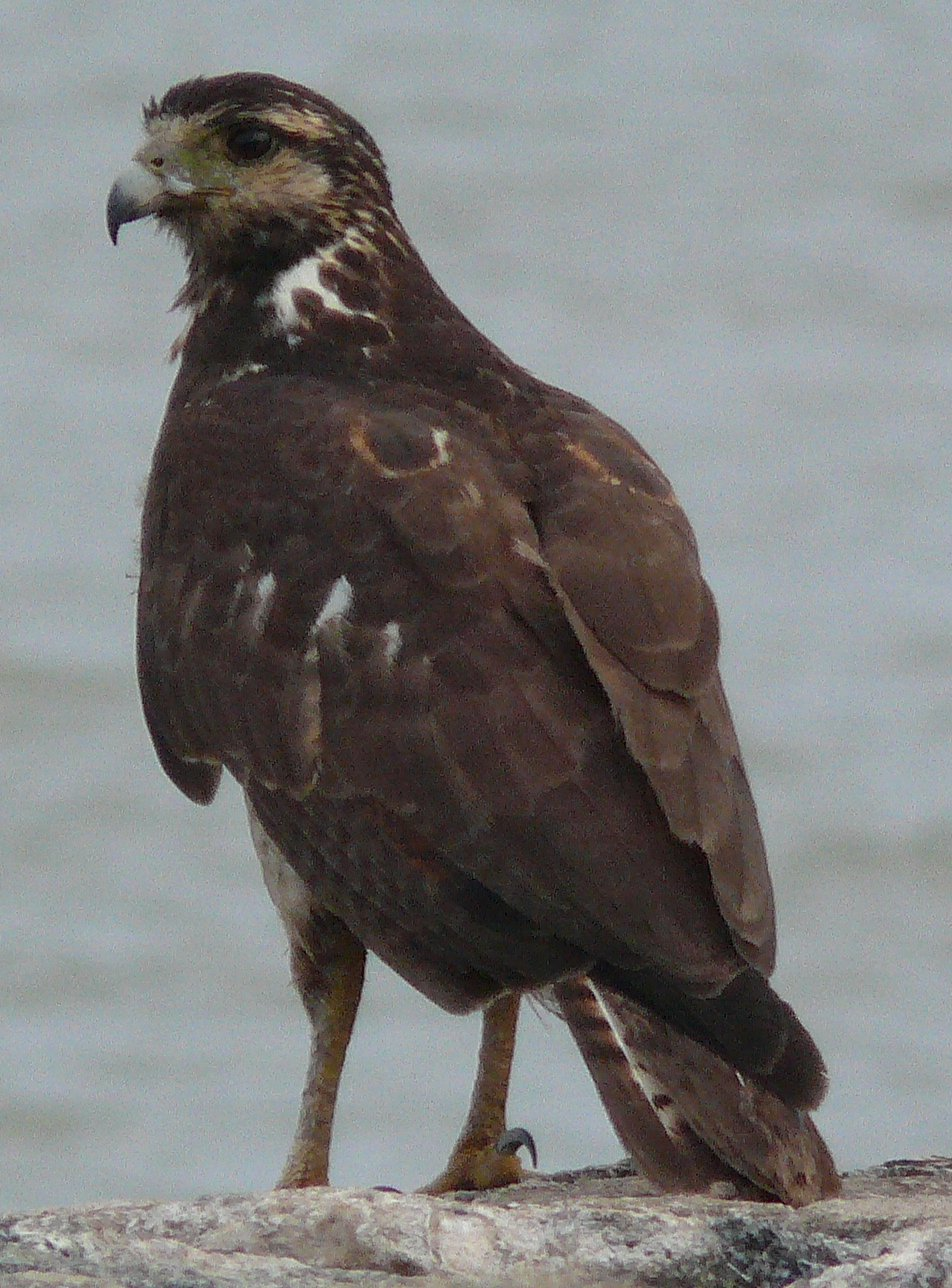
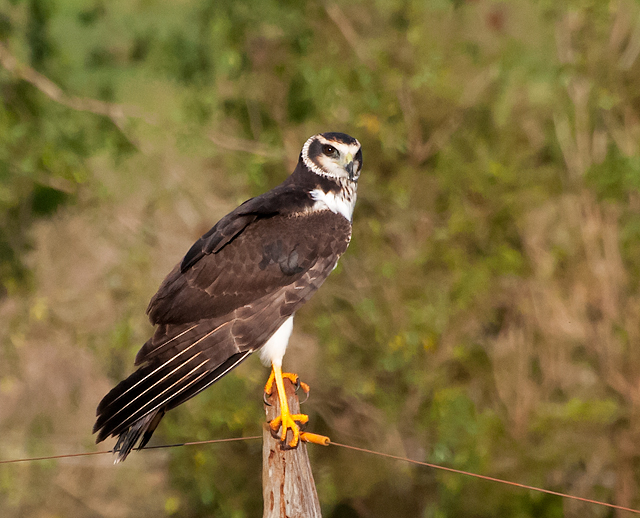